# スライム大作戦
『スライム大作戦』（スライムだいさくせん）は、かねこ統による日本の漫画作品。集英社『Vジャンプ』に2000年5月号 - 2003年11月号まで連載された。単行本は全3巻。スクウェア・エニックスのコンピュータRPG『ドラゴンクエストシリーズ』のスライムを主人公とした漫画である。

## 概要
スライムたちが住むスライ村での、スライムたちのドタバタな生活を描いた作品。『スライム冒険記』の続編的作品であり、前作の未来の世界が舞台となっていると思われる描写が多々存在する。毎回企画ページがあり、その回の登場キャラの人気投票を行いビリになったキャラは次回登場できないなどの罰ゲーム、読者からのオリジナルスライムを募集し、実際にそのスライムが作中に登場するなど、読者の投稿にも内容が大きく左右された。なおこの企画ページは単行本にも収録されている。

## 登場人物

### スライ村第3小学校
スラひこ
本作の主人公の一人。兜をかぶっているスライム。イタズラ好きな性格で、魔王となって世界征服をすることを目標としている。当初は小学生だったが、後に中学生へと進学した。最終話では世界征服の野望は消え、たこ太朗に弟子入りし年収100万ゴールドを稼ぐことにした。
ホイさく
本作の主人公の一人。頬に渦巻き模様があるホイミスライム。能天気な性格で、ダジャレ好き。食いしん坊だがトマトは嫌い。当初は小学生だったが、後に中学生へと進学した。
ハネコ
主人公の幼馴染みのはねスライムの女の子。男勝りな性格で怪力。必殺技は触手で相手を締め付ける「ハネコミッション」。
ブチエ
ピンク色のぶちスライムの女の子。大金持ちのお嬢様でハネコと仲がいい。私立中学に行ったため、中学校編以降は登場しなくなった。
スララ
帽子をかぶったスライムベスの女の子。言葉遣いに訛りがある。イオ等の呪文を使うことが出来、割と強い部類。
つむろう
種族はスライムつむり。気弱な性格。スララに惚れている。
ピーター
種族はスライムナイト。「内藤」というくまのぬいぐるみを上に載せている。内藤を大事にしており、内藤がいなくなった時は相当落ち込んでいた。家族に父のポールと姉のジェニファーがおり、両者とも人形を頭に載せている。
タマモ
たまごスライムの女の子。ホイさくに惚れており、ホイさくのことを「ホイさま」と呼ぶ。
バボル
種族はバブルスライム。一人称は「オレっち」。カードゲームが強い。得意技は泡でお手玉をする「バブルおてだま」。
メカのぶ
種族はスライムボーグ。一人称は「ミー」。言葉のところどころにカタカナが混ざる。
ブレス
種族はスライムブレス。キザな性格。
フタバ
種族はスライムツリー。作中では一言も言葉を発していないが、背景にはよく映っている。
アニマル
種族はスライムファング。スポーツ大好き。
カクぞう
種族はボックススライム。真面目な性格のガリ勉キャラ。
サンサン
種族はサンゴ型スライム。読者募集キャラで、スラひこに好意を抱く。ぶりっ子な性格。
クレア先生
種族はぶちキング。スライ村第3小学校の教師でスラひこ達のクラスの担任。中学に進学した時も同じく担任を務めるが、本人はクレアの姉の「クラウディア」だと言い張っていた。
グラン校長
読者募集キャラ。種族はグランスライム。スライ村第3小学校の校長を務めるが、中学の校長も兼任している。必殺技は「ロングホーン」。

### その他の人物
ヒッパルケン
魔物使い。スラひこ達を敵視している。前作『スライム冒険記』のヒッパチャックの子孫であると思われる。
ヨーゼフ
前作『スライム冒険記』にも登場したメトロゴースト。
スラすけ
スラひこの父。自分を勇者だと思いこんでいる。
スラひこの母
ハネコの親父
ハネコの父親。ベホマスライムのような姿をしている。ラーメン屋を経営する頑固親父で、娘であろうと容赦はしない。暴走することがあり、それが元で妻に逃げられた。
スラリアンヌ
スララの祖母。緑色のフードを被っている。
アクマート
読者募集キャラ。種族はあくスラ。黒いツリ目、三本の角、青いタテガミが特徴の２足歩行のスライム。クエクエカードを奪った張本人で、食べたカードの能力を得られる。最終的にはスララの自作したスラひこのカードを食べ、あっさりと負けを認めてしまう。
たこ太朗
読者募集キャラ。種族はたこ焼きスライム。関西弁を話す。
ゆきまる
読者募集キャラ。種族は雪だるまスライム。スライ村を雪で包む。熱いものに弱く、熱血なアニマルを苦手とする。
せきぞう
読者募集キャラ。種族はせきとりスライム。賞金を賭けてホイさくとラーメンの大食い対決をした。
ビリー
読者募集キャラ。種族はしびれスライム。ブチエの父で、有名なロッカー。原画はしびれスライムそのものだが、作者が「ロッカーっぽくしたい」という理由で髪型はリーゼントに。相手を痺れさせることができる。
ダー公
ヒッパルケンの部下。種族はダークホーン。戦闘能力が高いうえ、マホトーンで呪文を封じることもできる。最終的には魔獣デルブに首を斬り落とされ、死亡する。
レジーナ
魔界の学級委員長。ヒマゴとアクトを連れ戻すためにやって来た。剣の扱いに長けている。特別編ではギガ・バトル・トーナメント女子の部に出場するも、エンジェル・ピクシーナに敗北する。
デルブ
大昔、世界を荒廃させた魔獣。地下に封印されていたが、スラひこのいたずらにより復活。特別編ではギガ・バトル・トーナメント男子の部で優勝した。炎で黒焦げに焼かれる点や、剣の形状や左目の傷など、前作のウルフを彷彿とさせる要素が見られるが特に繋がりは無い模様。
超魔界神
数百年もの間、海底に封印されていたが、ヒッパルケンによって封印を解かれた。スライ村を破壊しようと企むも、スラリアンヌによって封魔の土びんに封印され、事なきを得る。

### 特別編『ハネスライム大作戦』
3巻に収録。本編の最終話から数年後、ハネコがギガ・バトル・トーナメント女子の部に出場。
ダンプ・ギガエ
ギガンテスの姿をしたボクサー。ハネコにあっさり倒される。
フレイミー
炎の戦士。炎による遠距離攻撃と「ファイアー頭突き」を繰り出す。ハネコに敗北。
エンジェル・ピクシーナ
決勝戦でハネコと戦った。必殺技は倒れた相手の喉元に蹴りを入れる「エンジェルギロチン」。

## コミックス
集英社より、『Vジャンプブックス コミックスシリーズ』として刊行。全3巻。
1. 2001年11月2日初版発行 ISBN 4-08-806023-7
2. 2003年3月4日初版発行 ISBN 4-08-806029-6
3. 2004年3月4日初版発行 ISBN 4-08-806034-2